# 브슴포-아비스마
브슴포-아비스마(러시아어: ВСМПО-АВИСМА)는 세계 최대의 티타늄 제품 생산 업체이다. 본사는 러시아 베르흐냐야살다에 위치해 있으며, 우크라이나, 영국, 스위스, 독일, 미국에도 시설을 운영하고 있다.
브슴포-아비스마는 보잉, 에어버스와 같은 전세계 항공 우주 회사와 많은 거래를 하고 있다.